# Lijst van coaches van het Argentijns voetbalelftal
Dit is een lijst van bondscoaches van het Argentijns voetbalelftal.

## Chronologisch
| Land                | Naam                                   | Periode    | Prijzen                                                                            |
| ------------------- | -------------------------------------- | ---------- | ---------------------------------------------------------------------------------- |
| Vlag van Argentinië | Ángel Vázquez                          | 1924–1925  |                                                                                    |
| Vlag van Argentinië | Jorge Valderrama                       | 1926–1927  |                                                                                    |
| Vlag van Argentinië | José Lago Millán                       | 1927–1928  |                                                                                    |
| Vlag van Argentinië | Francisco Olazar                       | 1928–1929  |                                                                                    |
| Vlag van Argentinië | Francisco Olazar & Juan José Tramutola | 1929–1930  |                                                                                    |
| Vlag van Italië     | Felipe Pascucci                        | 1934       |                                                                                    |
| Vlag van Argentinië | Manuel Seoane                          | 1934–1937  |                                                                                    |
| Vlag van Argentinië | Ángel Fernández Roca                   | 1937–1939  |                                                                                    |
| Vlag van Argentinië | Guillermo Stábile                      | 1939–1960  |                                                                                    |
| Vlag van Argentinië | Victorio Spinetto                      | 1960–1961  |                                                                                    |
| Vlag van Argentinië | Juan Carlos Lorenzo                    | 1962–1963  |                                                                                    |
| Vlag van Argentinië | Alejandro Galán                        | 1963       |                                                                                    |
| Vlag van Argentinië | Horacio Torres                         | 1963–1964  |                                                                                    |
| Vlag van Argentinië | José María Minella                     | 1964–1968  |                                                                                    |
| Vlag van Italië     | Renato Cesarini                        | 1968       |                                                                                    |
| Vlag van Argentinië | Humberto Maschio                       | 1968–1969  |                                                                                    |
| Vlag van Argentinië | Adolfo Pedernera                       | 1969       |                                                                                    |
| Vlag van Argentinië | Juan José Pizzuti                      | 1969–1972  |                                                                                    |
| Vlag van Argentinië | Omar Sívori                            | 1972–1974  |                                                                                    |
| Vlag van Argentinië | Vladislao Cap                          | 1974       |                                                                                    |
| Vlag van Argentinië | César Luis Menotti                     | 1974–1983  | WK 1978                                                                            |
| Vlag van Argentinië | Carlos Bilardo                         | 1983–1990  | WK 1986, Copa América 1989, WK 1990                                                |
| Vlag van Argentinië | Alfio Basile                           | 1990–1994  | Copa América 1991, Confederations Cup 1992, Copa América 1993                      |
| Vlag van Argentinië | Daniel Passarella                      | 1994–1998  | Confederations Cup 1995                                                            |
| Vlag van Argentinië | Marcelo Bielsa                         | 1998–2004  | Copa América 2004                                                                  |
| Vlag van Argentinië | José Pékerman                          | 2004–2006  | Confederations Cup 2005                                                            |
| Vlag van Argentinië | Alfio Basile                           | 2006–2008  | Copa América 2007                                                                  |
| Vlag van Argentinië | Diego Maradona                         | 2008–2010  |                                                                                    |
| Vlag van Argentinië | Sergio Batista                         | 2010–2011  |                                                                                    |
| Vlag van Argentinië | Alejandro Sabella                      | 2011–2014  | WK 2014                                                                            |
| Vlag van Argentinië | Gerardo Martino                        | 2014–2016  | Copa América 2015, Copa América 2016                                               |
| Vlag van Argentinië | Edgardo Bauza                          | 2016–2017  |                                                                                    |
| Vlag van Argentinië | Jorge Sampaoli                         | 2017-2018  |                                                                                    |
| Vlag van Argentinië | Lionel Scaloni                         | 2018-heden | Copa América 2019, Copa América 2021, WK 2022, Finalissima 2022, Copa América 2024 |

AUF · A-internationals · Selecties · Bondscoaches · Argentijns vrouwenelftal · Olympisch elftal · Argentinië U21 · Argentinië U20 · Argentinië U19 · Argentinië U18 · Argentinië U17
1900 – 1909 ·
1910 – 1919 ·
1920 – 1929 ·
1930 – 1939 ·
1940 – 1949 ·
1950 – 1959 ·
1960 – 1969 ·
1970 – 1979 ·
1980 – 1989 ·
1990 – 1999 ·
2000 – 2009 ·
2010 – 2019 ·
2020 − 2029
WK 1930 · 
WK 1934 · 
WK 1958 · 
WK 1962 · 
WK 1966 · 
WK 1974 · 
WK 1978 · 
WK 1982 · 
WK 1986 · 
WK 1990 · 
WK 1994 · 
WK 1998 · 
WK 2002 · 
WK 2006 · 
WK 2010 · 
WK 2014 · 
WK 2018 ·
WK 2022
OS 1928 · 
OS 1988 · 
OS 1996 · 
OS 2004 · 
OS 2008 · 
OS 2016 · 
OS 2020
1902 · 
1903 · 
1904 · 
1905 · 
1906 · 
1907 · 
1908 · 
1909 ·
1910 · 
1911 · 
1912 · 
1913 · 
1914 · 
1915 · 
1916 · 
1917 · 
1918 · 
1919 ·
1920 · 
1921 · 
1922 · 
1923 · 
1924 · 
1925 · 
1926 · 
1927 · 
1928 · 
1929 ·
1930 · 
1931 · 
1932 · 
1933 · 
1934 · 
1935 · 
1936 · 
1937 · 
1938 · 
1939 ·
1940 · 
1941 · 
1942 · 
1943 · 
1944 · 
1945 · 
1946 · 
1947 · 
1948 · 1949 · 
1950 · 
1951 · 
1952 · 
1953 · 
1954 · 
1955 · 
1956 · 
1957 · 
1958 · 
1959 ·
1960 · 
1961 · 
1962 · 
1963 · 
1964 · 
1965 · 
1966 · 
1967 · 
1968 · 
1969 ·
1970 · 
1971 · 
1972 · 
1973 · 
1974 · 
1975 · 
1976 · 
1977 · 
1978 · 
1979 ·
1980 · 
1981 · 
1982 · 
1983 · 
1984 · 
1985 · 
1986 · 
1987 · 
1988 · 
1989 ·
1990 ·
1991 · 
1992 · 
1993 · 
1994 · 
1995 · 
1996 · 
1997 · 
1998 · 
1999 · 
2000 · 
2001 · 
2002 · 
2003 · 
2004 · 
2005 · 
2006 · 
2007 · 
2008 · 
2009 · 
2010 · 
2011 · 
2012 · 
2013 · 
2014 ·
2015 ·
2016 ·
2017 ·
2018 ·
2019 ·
2020 ·
2021 ·
2022 ·
2023
Albanië ·
Algerije ·
Angola ·
Australië ·
België ·
Bolivia ·
Bosnië en Herzegovina · 
Brazilië ·
Bulgarije ·
Canada ·
Chili ·
China ·
Colombia ·
Costa Rica · 
Curaçao ·
Denemarken ·
DDR ·
Duitsland ·
Ecuador ·
Egypte ·
El Salvador ·
Engeland ·
Estland ·
Frankrijk ·
Ghana ·
Griekenland ·
Guatemala ·
Haïti ·
Honduras ·
Hongarije ·
Hongkong ·
Ierland ·
IJsland ·
India ·
Indonesië ·
Irak ·
Iran ·
Israël ·
Italië ·
Ivoorkust ·
Jamaica ·
Japan ·
Joegoslavië ·
Kameroen ·
Kroatië ·
Libië ·
Litouwen · 
Marokko ·
Mexico ·
Nederland ·
Nicaragua ·
Nigeria ·
Noord-Ierland ·
Noorwegen ·
Oostenrijk ·
Panama ·
Paraguay ·
Peru ·
Polen ·
Portugal · 
Qatar ·
Roemenië ·
Rusland · 
Saoedi-Arabië · 
Schotland ·
Servië en Montenegro ·
Singapore ·
Slovenië ·
Slowakije ·
Sovjet-Unie ·
Spanje ·
Trinidad en Tobago ·
Tsjecho-Slowakije ·
Tunesië ·
Uruguay ·
Venezuela ·
Verenigde Arabische Emiraten ·
Verenigde Staten ·
Wales ·
Wit-Rusland · 
Zuid-Afrika ·
Zuid-Korea ·
Zweden ·
Zwitserland
Australië (2022) ·
België (2014) ·
Bosnië en Herzegovina (2014) ·
Brazilië (1982) ·
Brazilië (2005) ·
Denemarken (1995) ·
Duitsland (2006) ·
Duitsland (2014) ·
Frankrijk (2018) ·
Frankrijk (2022) ·
IJsland (2018) ·
Iran (2014) ·
Italië (1982) ·
Ivoorkust (2006) ·
Kroatië (2018) ·
Kroatië (2022) ·
Mexico (2006) ·
Nederland (1978) ·
Nederland (2006) ·
Nederland (2014) ·
Nederland (2022) ·
Nigeria (2010) ·
Nigeria (2014) ·
Nigeria (2018) ·
Saoedi-Arabië (1992) ·
Saoedi-Arabië (2022) · 
Servië en Montenegro (2006) ·
West-Duitsland (1986) · West-Duitsland (1990) ·
Zwitserland (2014)